# Alberto Edjogo-Owono
Alberto Edjogo-Owono Montalbán (Sabadell, 21 de abril de 1984), conocido como Alberto Edjogo, es un exfutbolista hispano-ecuatoguineano que jugaba como delantero. Nacido y criado en España, fue internacional con la selección de Guinea Ecuatorial. Actualmente es comentarista de partidos en DAZN, Radio Marca y anteriormente fue analista en el programa Míster Underdog.

## Biografía
Alberto nació el 21 de abril de 1984 en la ciudad de Sabadell, en la comunidad autónoma de Cataluña, España. Hijo de Francisca Montalbán Pérez y José Manuel Edjogo-Owono Nsang, de Guinea Ecuatorial, razón por la que tiene doble nacionalidad. Es el menor de tres hermanos, entre ellos Juvenal Edjogo, también futbolista.
Tuvo una lesión grave militando como infantil en el Espanyol, un desgaste de cartílago en la rodilla.
Estudió la carrera de Administración y Dirección de Empresas en la Universitat Autònoma de Barcelona, para posteriormente realizar un máster internacional (MBA) en la EAE Business School.
Tras retirarse del fútbol ha sido comentarista y analista de partidos en Gol Televisión, Bein Sports (España), Radio Marca, Movistar y La Liga TV, así como analista en el programa Míster Underdog. Además de escribir para la revista Panenka, en 2019 publicó su libro Indomable: Cuadernos del fútbol africano.
Actualmente trabaja como comentarista y analista en DAZN, comentando partidos y copresentando "El post de DAZN" junto a Miguel Quintana, y se mantiene como colaborador y analista en el programa Mister Underdog con Codere.

## Carrera internacional
Alberto hizo su debut en la Selección ecuatoguineana el 6 de julio de 2003 en un partido clasificatorio para la Copa Africana de Naciones 2004 contra Marruecos en Bata. Ese día el Nzalang Nacional (seudónimo de la Selección de Guinea Ecuatorial) perdió por 0-1.

## Clubes
| Club                            | País   | Año       |
| ------------------------------- | ------ | --------- |
| CE Sabadell (Juvenil A)         | España | 2001-2002 |
| CE Sabadell                     | España | 2002-2003 |
| Granollers (Juvenil A) (cesión) | España | 2003-2004 |
| Gramenet B (cesión)             | España | 2004      |
| CF Peralada                     | España | 2005      |
| Badalona B                      | España | 2006      |
| Sant Andreu                     | España | 2006-2007 |
| Pinatar                         | España | 2007-2008 |
| Olímpic de Xàtiva               | España | 2008-2009 |
| Mazarrón                        | España | 2009-2010 |
| Blanes                          | España | 2010-2011 |
| Vista Alegre                    | España | 2011-2014 |
| Futbol Club Vilafranca          | España | 2014      |
| U. A. Horta                     | España | 2014      |